# Campeonato Paulista de Futebol Sub-14
O Campeonato Paulista de Futebol Sub-14 é uma competição organizada pela FPF, envolvendo jogadores de até 14 anos. Cada partida tem dois tempos de 30 minutos. A primeira edição ocorreu em 2023, com o Palmeiras conquistando o título de campeão.

## Campeões

### Títulos por clube
| Pos | Clube               | Títulos | Vices | Semifinais |
| --- | ------------------- | ------- | ----- | ---------- |
| 1.º | Palmeiras           | 1       | —     | 1          |
| 1.º | São Paulo           | 1       | —     | 1          |
| 3.º | Ferroviária         | —       | 1     | —          |
| 3.º | Santos              | —       | 1     | —          |
| 5.º | Corinthians         | —       | —     | 1          |
| 5.º | Red Bull Bragantino | —       | —     | 1          |

### Títulos por cidade
| Pos | Cidade            | Títulos | Vices | Semifinais |
| --- | ----------------- | ------- | ----- | ---------- |
| 1.º | São Paulo         | 2       | —     | 3          |
| 2.º | Araraquara        | —       | 1     | —          |
| 2.º | Santos            | —       | 1     | —          |
| 4.º | Bragança Paulista | —       | —     | 1          |